# Alcalide
Ne doit pas être confondu avec Alcali.
Un alcalide est un composé chimique où les atomes de métal alcalin sont des anions (ions négatifs) avec une charge ou un état d'oxydation égal à −1. Avant la découverte des alcalides dans les années 1970,,, les métaux alcalins n'apparaissaient dans les sels que sous forme de cations (ions positifs) avec une charge ou un état d'oxydation égal à +1. Ces types de composés présentent un intérêt théorique par leur stoechiométrie inhabituelle et leurs faibles potentiels d'ionisation. Les composés alcalins sont chimiquement liés aux électrures, des sels dans lesquels les électrons piégés sont les anions.

## Composés de métaux alcalins «normaux»
Les métaux alcalins forment de nombreux sels stables bien connus. Le chlorure de sodium (sel de table courant), Na + Cl −, joue le rôle d'un métal alcalin tel que le sodium. Dans la formule empirique de ce composé ionique, l'ion sodium chargé positivement est équilibré par un ion chlorure chargé négativement. L'explication du Na + stable est que la perte d'un électron du sodium élémentaire pour produire un cation avec une charge de +1 produit une configuration électronique à couche fermée stable.

## Nomenclature et cas connus
Il existe des alcalis connus pour certains des métaux alcalins :
- Sodure ou natride, Na −
- Potasside ou kalide, K −
- Rubide, Rb −
- Céside, Cs −

Les alcalis des autres métaux alcalins n'ont pas encore été découverts :
- "Lithides", Li −
- "Francides", Fr −

## Exemples
Normalement, les alcalides sont thermiquement labiles en raison de la forte réactivité de l'anion alcalide, qui est théoriquement capable de rompre la plupart des liaisons covalentes, y compris les liaisons carbone-oxygène dans un cryptand typique. L'introduction d'un ligand cryptand spécial contenant des amines au lieu de liaisons éther a permis l'isolement de kalides et de natrides stables à température ambiante.
Plusieurs alcalis ont été synthétisés :
- Un composé dans lequel les ions hydrogène sont encapsulés par l'adamanzane a été observé, connu sous le nom de natrure d'hydrogène ou « hydrure de sodium inverse » (H + Na − )[7].
- Le natride de crypte de sodium, [Na( cryptand[2.2.2] )] + Na −, a été observé. Ce sel contient à la fois Na + et Na −. Le cryptand isole et stabilise le Na +, l'empêchant d'être réduit par le Na − .
- L'azacryptand-sodure de baryum, Ba 2+ (H 5 Azacryptand[2.2.2] − )Na − ⋅2MeNH 2, a été synthétisé[5].
- Des dimères de sodium cationique et anionique ont été observés[5].